# ديفيد كو
ديفيد كو (بالإنجليزية: David Coe)‏ هو شخصية أعمال أسترالي، ولد في 1954، وتوفي في 21 يناير 2013.